# Microgaster phthorimaeae
Microgaster phthorimaeae är en stekelart som beskrevs av Muesebeck 1922. Microgaster phthorimaeae ingår i släktet Microgaster och familjen bracksteklar. Inga underarter finns listade i Catalogue of Life.